# Expo.02

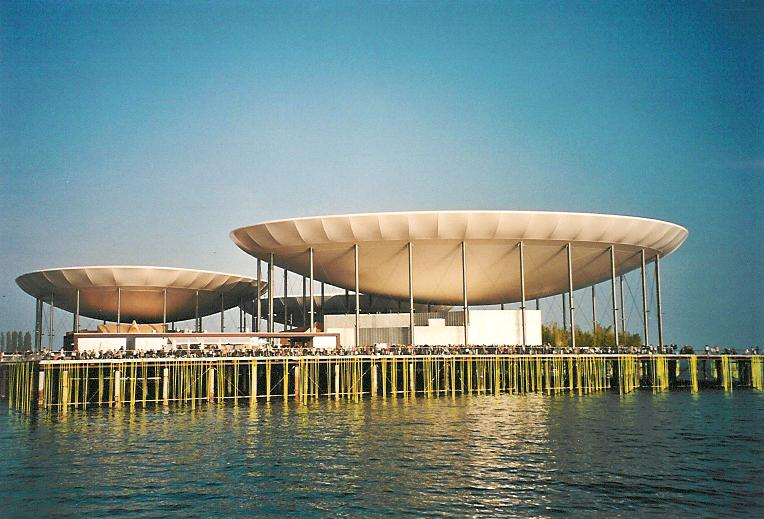
tentoonstellingslocatie Neuchâtel

In 2002 werd de Zwitserse landstentoonstelling, “Expo.02” gehouden. Er waren 5 tentoonstellingslocaties. Die ‘arteplages’ zijn vijf locaties rond het meer van Neuchâtel waar de tentoonstelling gehouden werd.
1 - Biel (Bienne) had als thema: 'Macht en Vrijheid'. Heel bijzonder zijn hier de tentoonstellingsruimtes. Drie 40 m hoge, futuristisch vormgegeven torens op een platform in de Bielersee.
2 - Murten had als thema: 'Ogenblik en Eeuwigheid'. De tentoonstelling werd gehouden in de middeleeuwse binnenstad van Murten, aan de rand van het meer en in een in het meer drijvend, 35 meter hoog verroest blok.
3 - Neuchâtel had als thema: 'Natuur en Kunstmatigheid. Hier werd een ponton in het meer gebouwd met daarop drie transparante gebouwen met witte, lensvormende daken.
4 - Yverdon-les-Bains had als thema: 'Ik en het Universum'. Op het strand is een landschap van bloemenheuvels gemaakt. Een enorme kunstmatig nagemaakte wolk zweeft  boven het water.
5 - Het kanton Jura had als thema: 'Zin en beweging'. Deze “arteplage” is  een boot die over de meren tussen de vier andere locaties pendelt.

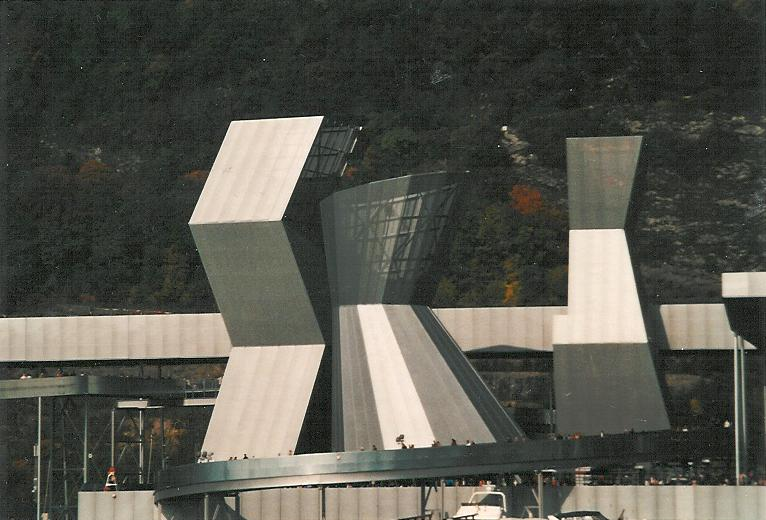
locatie Biel
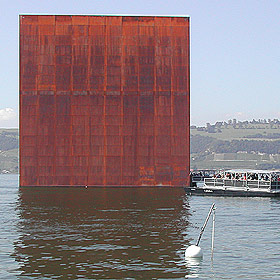
locatie Murten
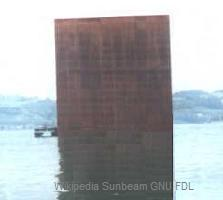
locatie Murten
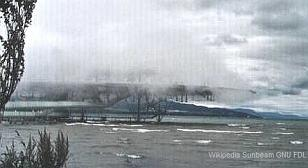
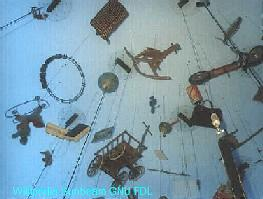
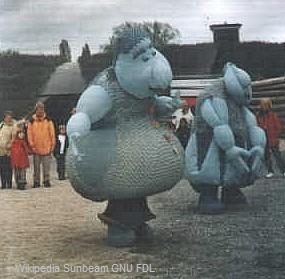

- Gemeinsame Normdatei: 2161528-7
- Virtual International Authority File: 157952184